# Dontreix
Dontreix ([dɔ̃tʁe]) est une commune française située dans le département de la Creuse, en région Nouvelle-Aquitaine.

## Géographie
| Auzances |           | Charron                     |
| Les Mars | Dontreix  | Charensat Puy-de-Dôme       |
| Chard    | Mérinchal | Montel-de-Gelat Puy-de-Dôme |

### Climat
Pour des articles plus généraux, voir Climat de la Nouvelle-Aquitaine et Climat de la Creuse.
Historiquement, la commune est exposée à un climat montagnard.  
En 2020, Météo-France publie une typologie des climats de la France métropolitaine dans laquelle la commune est exposée à un climat de montagne et est dans la région climatique  Ouest et nord-ouest du Massif Central, caractérisée par une pluviométrie annuelle de 900 à 1 500 mm, maximale en automne et en hiver.
Pour la période 1971-2000, la température annuelle moyenne est de 9,4 °C, avec  une amplitude thermique annuelle de 15,2 °C. Le cumul annuel moyen de précipitations est de 960 mm, avec 12,2 jours de précipitations en janvier et 7,8 jours en juillet. Pour la période 1991-2020, la température moyenne annuelle observée sur la station météorologique la plus proche, située sur la commune d'Auzances à 6,32 km à vol d'oiseau, est de 10,6 °C et le cumul annuel moyen de précipitations est de 898,1 mm,. Pour l'avenir, les paramètres climatiques de la commune estimés pour 2050 selon différents scénarios d’émission de gaz à effet de serre sont consultables sur un site dédié publié par Météo-France en novembre 2022.

## Urbanisme

### Typologie
Au 1er janvier 2024, Dontreix est catégorisée commune rurale à habitat très dispersé, selon la nouvelle grille communale de densité à 7 niveaux définie par l'Insee en 2022.
Elle est située hors unité urbaine et hors attraction des villes,.

### Occupation des sols
L'occupation des sols de la commune, telle qu'elle ressort de la base de données européenne d’occupation biophysique des sols Corine Land Cover (CLC), est marquée par l'importance des territoires agricoles (70,5 % en 2018), en augmentation par rapport à 1990 (69 %). La répartition détaillée en 2018 est la suivante : 
prairies (56,2 %), forêts (28,8 %), zones agricoles hétérogènes (14,3 %), zones urbanisées (0,8 %). L'évolution de l’occupation des sols de la commune et de ses infrastructures peut être observée sur les différentes représentations cartographiques du territoire : la carte de Cassini (XVIIIe siècle), la carte d'état-major (1820-1866) et les cartes ou photos aériennes de l'IGN pour la période actuelle (1950 à aujourd'hui).

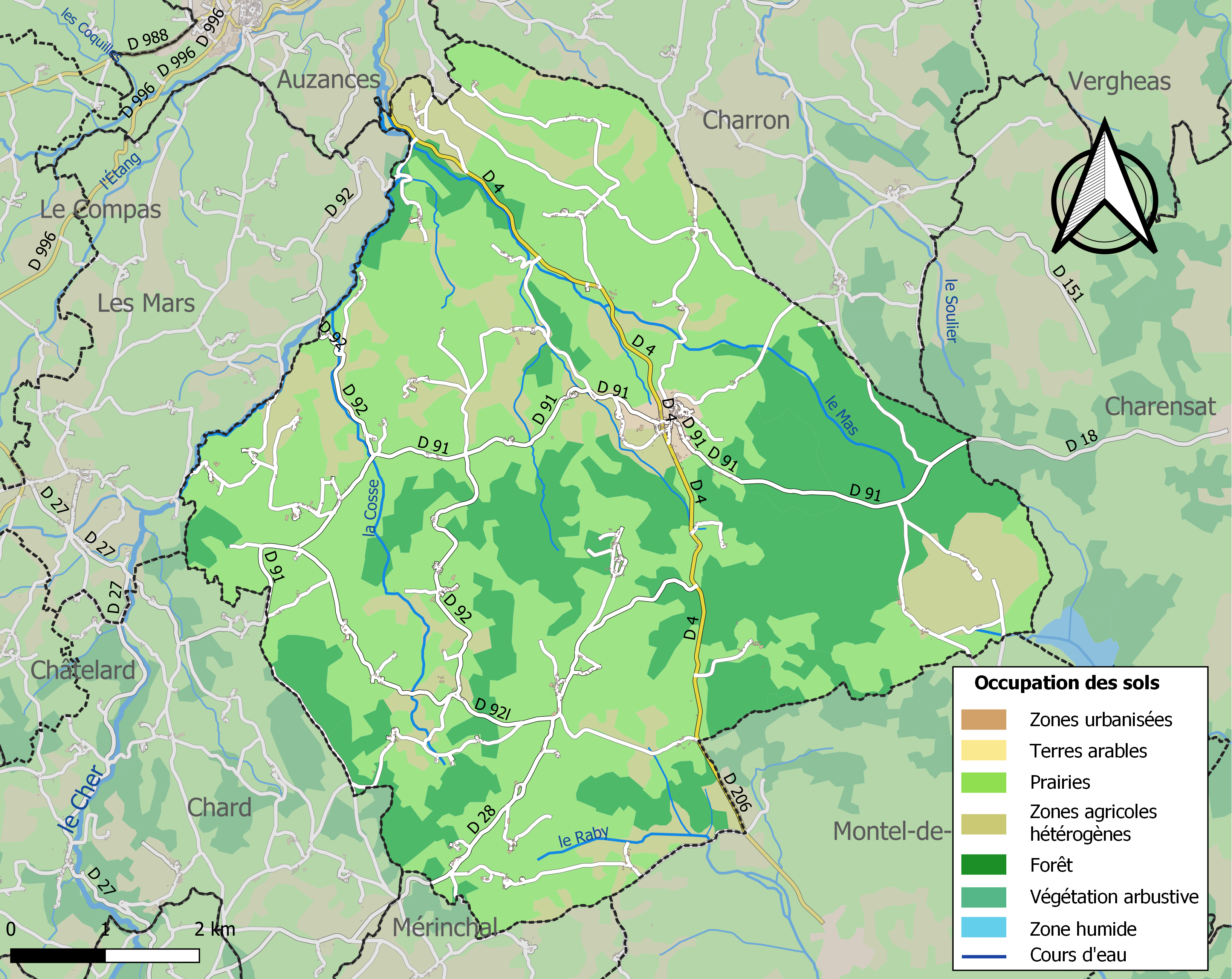
Carte des infrastructures et de l'occupation des sols de la commune en 2018 (CLC).

### Risques majeurs
Le territoire de la commune de Dontreix est vulnérable à différents aléas naturels : météorologiques (tempête, orage, neige, grand froid, canicule ou sécheresse) et séisme (sismicité faible). Il est également exposé à un risque particulier : le risque de radon. Un site publié par le BRGM permet d'évaluer simplement et rapidement les risques d'un bien localisé soit par son adresse soit par le numéro de sa parcelle.

#### Risques naturels

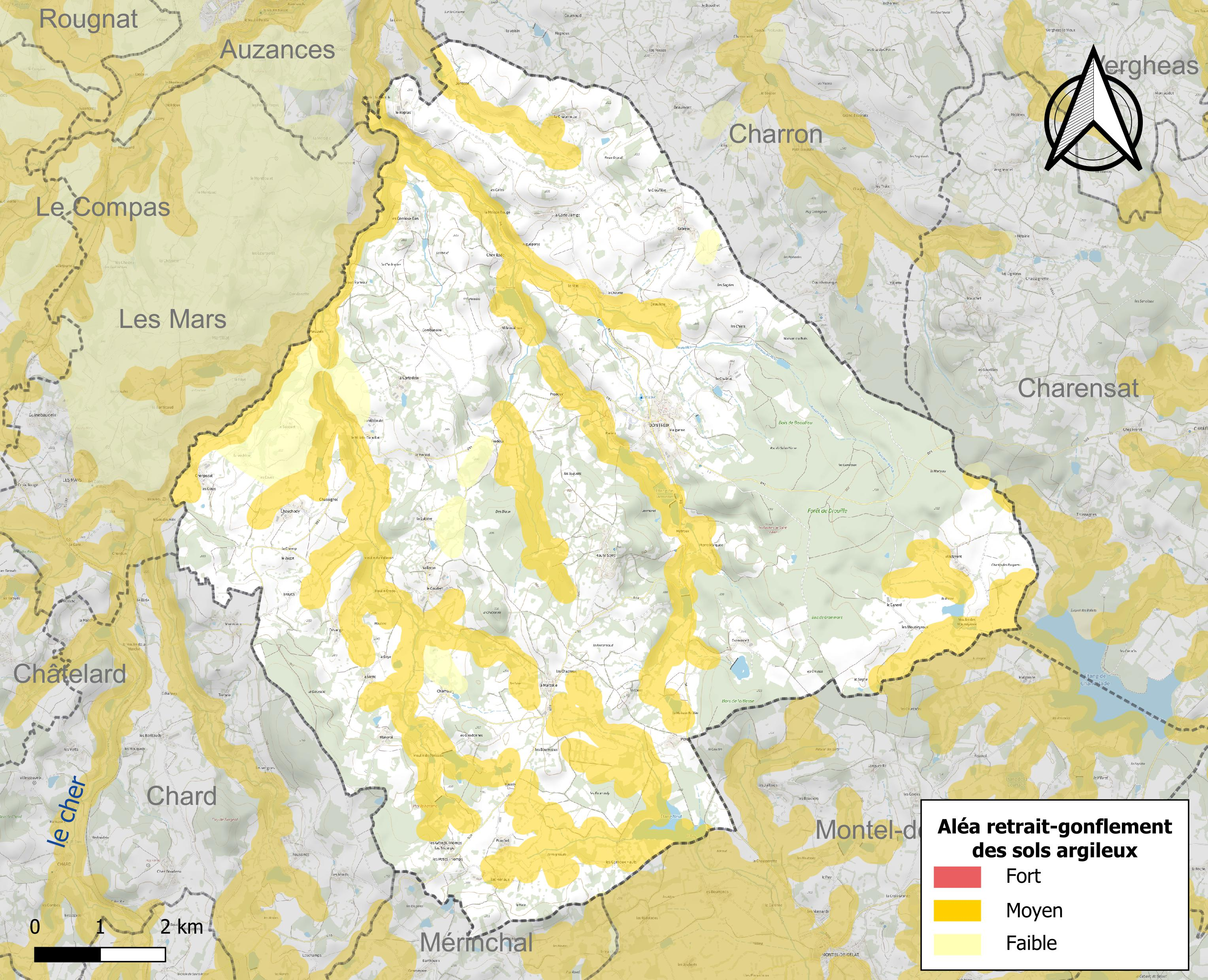
Carte des zones d'aléa retrait-gonflement des sols argileux de Dontreix.

Le retrait-gonflement des sols argileux est susceptible d'engendrer des dommages importants aux bâtiments en cas d’alternance de périodes de sécheresse et de pluie. 25,7 % de la superficie communale est en aléa moyen ou fort (33,6 % au niveau départemental et 48,5 % au niveau national). Sur les 372 bâtiments dénombrés sur la commune en 2019,  65 sont en aléa moyen ou fort, soit 17 %, à comparer aux 25 % au niveau départemental et 54 % au niveau national. Une cartographie de l'exposition du territoire national au retrait gonflement des sols argileux est disponible sur le site du BRGM,.
Par ailleurs, afin de mieux appréhender le risque d’affaissement de terrain, l'inventaire national des cavités souterraines permet de localiser celles situées sur la commune.
La commune a été reconnue en état de catastrophe naturelle au titre des dommages causés par les inondations et coulées de boue survenues en 1982 et 1999. Concernant les mouvements de terrains, la commune a été reconnue en état de catastrophe naturelle au titre des dommages causés par des mouvements de terrain en 1999.

#### Risque particulier
Dans plusieurs parties du territoire national, le radon, accumulé dans certains logements ou autres locaux, peut constituer une source significative d’exposition de la population aux rayonnements ionisants. Certaines communes du département sont concernées par le risque radon à un niveau plus ou moins élevé. Selon la classification de 2018, la commune de Dontreix est classée en zone 3, à savoir zone à potentiel radon significatif.

## Histoire
Présence Gallo-romaine.
Le fief de Dontreix appartint du XVe au XVIIe à la famille de Chaussecourte.
Existence de châteaux féodaux à Beaulieu et Matroux ; le château de Matroux existait encore au XIXe, sauf le donjon.
L'église de Dontreix était avant la Révolution du diocèse de Clermont.

## Héraldique
| Blason de Dontreix | Blason  | Parti: au 1er d'or au chêne de sinople, au 2e de gueules à trois monts d'argent rangés en fasce; le tout sommé d'un chef d'azur chargé de trois gerbes de blé d'or liées de gueules. |
| Blason de Dontreix | Détails | Le statut officiel du blason reste à déterminer. |

## Politique et administration
À l'issue des élections municipales de mars 2008, Denis Richin a été élu maire de la commune par le nouveau conseil municipal.
| Période                                  | Période  | Identité             | Étiquette | Qualité       |
| ---------------------------------------- | -------- | -------------------- | --------- | ------------- |
| mars 2001                                | 2008     | Henriette Chevallier |           |               |
| mars 2008                                | En cours | Denis Richin         | DVD       | Fonctionnaire |
| Les données manquantes sont à compléter. |          |                      |           |               |

## Démographie
L'évolution du nombre d'habitants est connue à travers les recensements de la population effectués dans la commune depuis 1793. Pour les communes de moins de 10 000 habitants, une enquête de recensement portant sur toute la population est réalisée tous les cinq ans, les populations de référence des années intermédiaires étant quant à elles estimées par interpolation ou extrapolation. Pour la commune, le premier recensement exhaustif entrant dans le cadre du nouveau dispositif a été réalisé en 2006.

En 2022, la commune comptait 405 habitants, en évolution de −0,98 % par rapport à 2016 (Creuse : −3,32 %, France hors Mayotte : +2,11 %).
| 1793  | 1800  | 1806  | 1821  | 1831  | 1836  | 1841  | 1846  | 1851  |
| ----- | ----- | ----- | ----- | ----- | ----- | ----- | ----- | ----- |
| 1 927 | 1 890 | 1 742 | 2 259 | 2 306 | 2 250 | 2 377 | 2 384 | 2 617 |

| 1856  | 1861  | 1866  | 1872  | 1876  | 1881  | 1886  | 1891  | 1896  |
| ----- | ----- | ----- | ----- | ----- | ----- | ----- | ----- | ----- |
| 2 311 | 2 380 | 2 256 | 2 261 | 2 204 | 2 073 | 2 057 | 2 085 | 1 998 |

| 1901  | 1906  | 1911  | 1921  | 1926  | 1931  | 1936  | 1946 | 1954 |
| ----- | ----- | ----- | ----- | ----- | ----- | ----- | ---- | ---- |
| 1 821 | 1 882 | 1 763 | 1 334 | 1 260 | 1 123 | 1 054 | 948  | 869  |

| 1962 | 1968 | 1975 | 1982 | 1990 | 1999 | 2006 | 2011 | 2016 |
| ---- | ---- | ---- | ---- | ---- | ---- | ---- | ---- | ---- |
| 805  | 730  | 608  | 568  | 455  | 419  | 401  | 397  | 409  |

| 2021 | 2022 | - | - | - | - | - | - | - |
| ---- | ---- | - | - | - | - | - | - | - |
| 412  | 405  | - | - | - | - | - | - | - |

## Culture locale et patrimoine

### Lieux et monuments

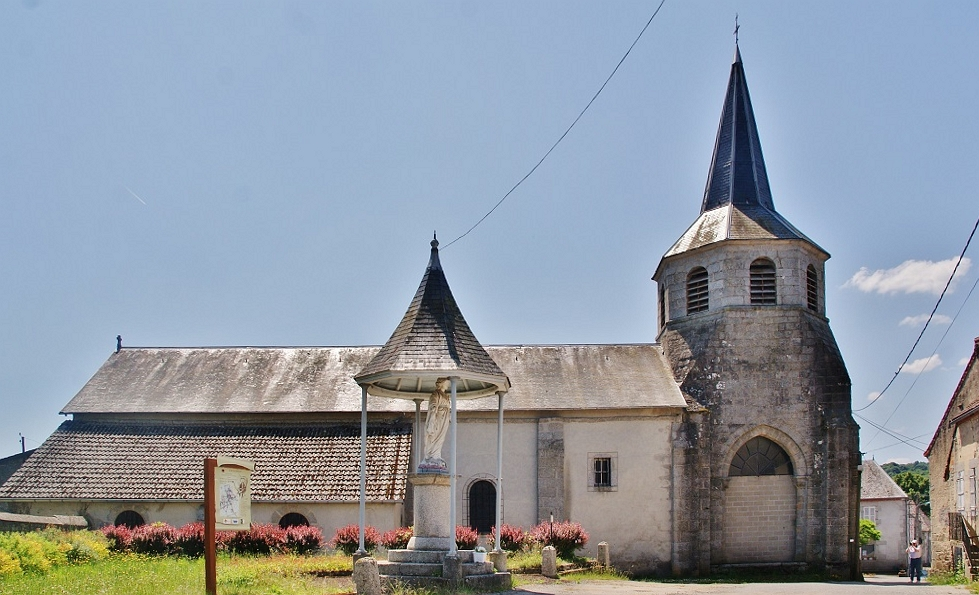
L'église paroissiale Saint-Julien.

- Mégalithes à cupules : "roc de Saint Julien", dans la forêt de Drouilles.
- Église Saint-Julien de Dontreix de style roman XIIe remaniée : portail plein cintre, chapiteaux ornés de crochets, clocher-porche dont seule la base est ancienne.
- Autel romain sur une place du bourg.
- Oratoire XIXe sur la D4.
- Forêt de Drouilles.
- Étang Neuf (22 ha).